# Санкт-Георген-об-Юденбург
Санкт-Георген-об-Юденбург (нем. Sankt Georgen ob Judenburg) — коммуна (нем. Gemeinde) в Австрии, в федеральной земле Штирия. 
Входит в состав округа Юденбург.  Население составляет 934 человека (на 31 декабря 2005 года). Занимает площадь 44,32 км². Официальный код  —  6 08 18.

## Политическая ситуация
Бургомистр коммуны — Херман Хартлеб (АНП) по результатам выборов 2005 года.
Совет представителей коммуны (нем. Gemeinderat) состоит из 15 мест.
- АНП занимает 9 мест.
- СДПА занимает 6 мест.